# Phil Stockman
Phil Stockman, född den 25 januari 1980 i Oldham i Storbritannien, är en australisk professionell basebollspelare som tog silver vid olympiska sommarspelen 2004 i Aten.
Stockman representerade Australien i World Baseball Classic 2006. Han spelade en match och hade en earned run average (ERA) på 0,00 och en strikeout.
Stockman spelade 2006 och 2008 för Atlanta Braves i Major League Baseball (MLB).
Stockman har även spelat 1998 och 2000-2005 i Arizona Diamondbacks farmarklubbssystem och 2006-2008 i Braves farmarklubbssystem. Han har även spelat i Australien.